# Antoni Lange
Antoni Lange (1861–1928) byl polský spisovatel, básník, překladatel, dramatik, novinář a kritik, představitel polského modernismu. Své dílo tvořil především v polštině, verše i ve francouzštině. V překladatelské činnosti se věnoval především překladům poesie, zejména z francouzštiny, angličtiny.

## České překlady
- Ideální milenka, překlad V. Burian, Praha : A. Svěcený, 1917
- Nový Tarzan : povídky veselé i neveselé, překlad Václav Kredba, Praha : Emil Reis, 1929